# Bazels Jongenskoor
Het Bazels Jongenskoor (Knabenkantorei Basel, KKB) is een jongenskoor uit Bazel, dat in 1927 als Singknaben der evangelisch-reformierten Kirche Basel-Stadt werd opgericht. 
Het koor zingt muziek uit de periode van de Renaissance tot heden. Door de jaren heen heeft het koor werken uitgevoerd als:
- het Magnificat en de Markuspassion van Carl Philipp Emanuel Bach,
- de Mattäuspassion, de Johannespassion en het Weinachtsoratorium van Johann Sebastian Bach,
- Saint Nicolas van Benjamin Britten,
- de Messiah van Georg Friedrich Händel,
- het Requiem en de Krönungsmesse van Wolfgang Amadeus Mozart,
- de oratoria Paulus en Elias van Felix Mendelssohn.

Het koor oragniseert eigen concerten en geeft ook regelmatig gastoptredens in het buitenland. Zo trad het koor onder andere op in Maastricht, Sint-Petersburg, New York, Philadelphia en in diverse plaatsen in Hongarije, Duitsland en Finland.
In 2007 vierde het koor zijn 80-jarig jubileum. Om dit te vieren ging het op tournee naar Zuid-Afrika.